# Антоний Феликс

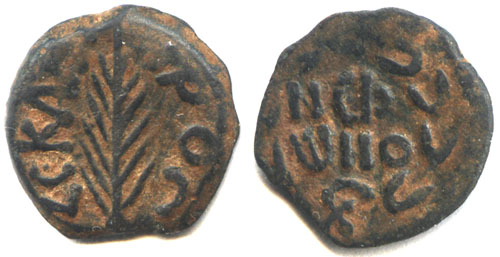
Бронзовая прута чеканки Антония Феликса.
Аверс: Греческие буквы NEP WNO C (Нерон) в венке.
Реверс: Греческие буквы KAICAPOC (Цезарь) и дата LC (год 3 = 56-57 н. э.), пальмовая ветвь.

Марк Антоний Феликс (др.-греч. ὁ Φήλιξ, 5/10-?) — римский прокуратор провинции Иудея в 52-58 годах, преемник Вентидия Кумана.

## Биография
Феликс был младшим братом греческого вольноотпущенника Марка Антония Палланта. Сам он также был вольноотпущенником либо императора Клавдия (эта теория основана на том, что Иосиф Флавий в «Иудейских древностях» называет его Клавдием Феликсом), либо его матери Антонии Младшей. По Тациту, Паллант и Феликс происходили от греческих правителей Аркадии.
Безжалостность и развратность Феликса вкупе с его продажностью (см. Деян. 24:26) привели к высокому росту преступности в Иудее. Период его правления отмечен внутренними междоусобицами и беспорядками, которые он жестоко подавлял.
Согласно книге Деяния святых апостолов (21:31—Деян. 24:27б) после того, как в Иерусалиме римляне арестовали апостола Павла и спасли его от заговора иудеев с целью убийства, местный римский тысячник Клавдий Лисий переправил его в Кесарию, где тот предстал перед Феликсом. Спустя несколько дней Феликс слушал речь Павла вместе с женой Друзиллой; впоследствии он часто посылал за ним и беседовал с ним. Когда вместо Феликса прислали нового прокуратора, он оставил проведшего уже два года в заточении Павла под стражей, чтобы угодить иудеям.
Вернувшись в Рим, Феликс был обвинён в использовании вражды между иудеями и сирийцами Кесарии для убийств и грабежей местных жителей, но благодаря заступничеству своего брата Палласа, обладавшего большим влиянием на Нерона, он не был наказан. На посту прокуратора Иудеи его сменил Порций Фест.

## Браки и потомство
Феликс был женат трижды. Его первой женой была мавретанская царевна Друзилла, внучатая племянница императора Клавдия по материнской линии. Друзилла была единственным ребенком погибшего незадолго до того царя Мавретании Птолемея и его жены Юлии Урании. Клавдий устроил брак Феликса и Друзиллы в Риме в районе 53 года. Как и Феликс, Друзилла была частично греческого происхождения. У них не было детей. В районе 54-56 годов Феликс развелся с ней, чтобы заключить новый брак.
Второй женой Феликса была иудейка, также Друзилла, дочь царя Иудеи Ирода Агриппы I от его двоюродной сестры и жены Кипры. У Феликса и Друзиллы был сын, Марк Антоний Агриппа, погибший вместе с матерью при извержении Везувия 24 августа 79 года, и дочь, Антония Клементиана. Возможно, у их сына была дочь Антония Агриппина (это имя упомянуто в настенной надписи в одной из царских гробниц Египта). Внука Клементины звали Луций Анней Домиций Прокул. Возможно, от этого брака происходили также Марк Антоний Фронтон Сальвиан (квестор) и его сын Марк Антоний Феликс Магн (один из верховных жрецов 225 года).
После гибели жены и сына при извержении вулкана Феликс женился вновь, но имя его третьей жены неизвестно.